# Calystegia tuguriorum
Calystegia tuguriorum är en vindeväxtart som först beskrevs av Forst. f., och fick sitt nu gällande namn av Robert Brown och Joseph Dalton Hooker. Calystegia tuguriorum ingår i släktet snårvindor, och familjen vindeväxter. Inga underarter finns listade i Catalogue of Life.

## Bildgalleri

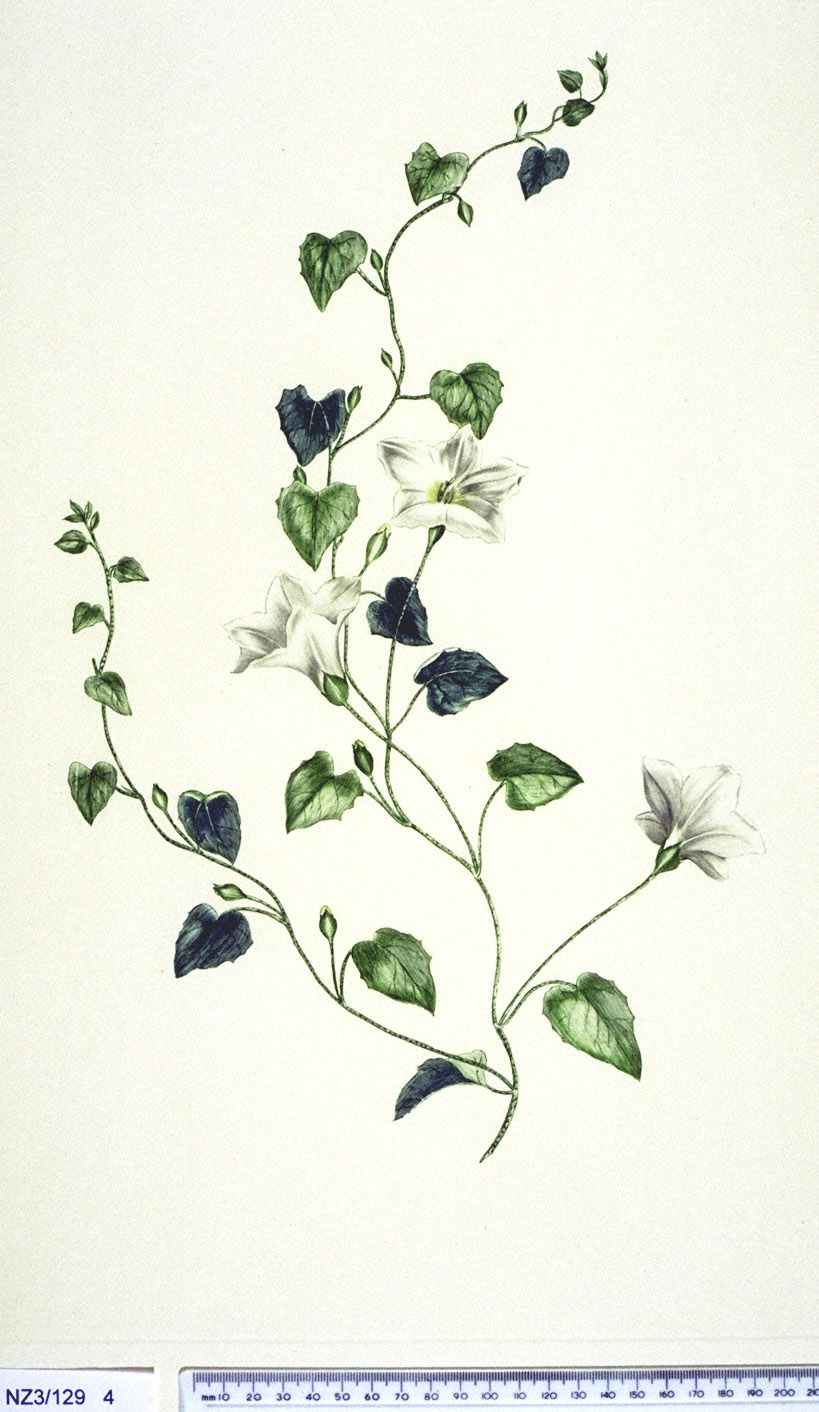
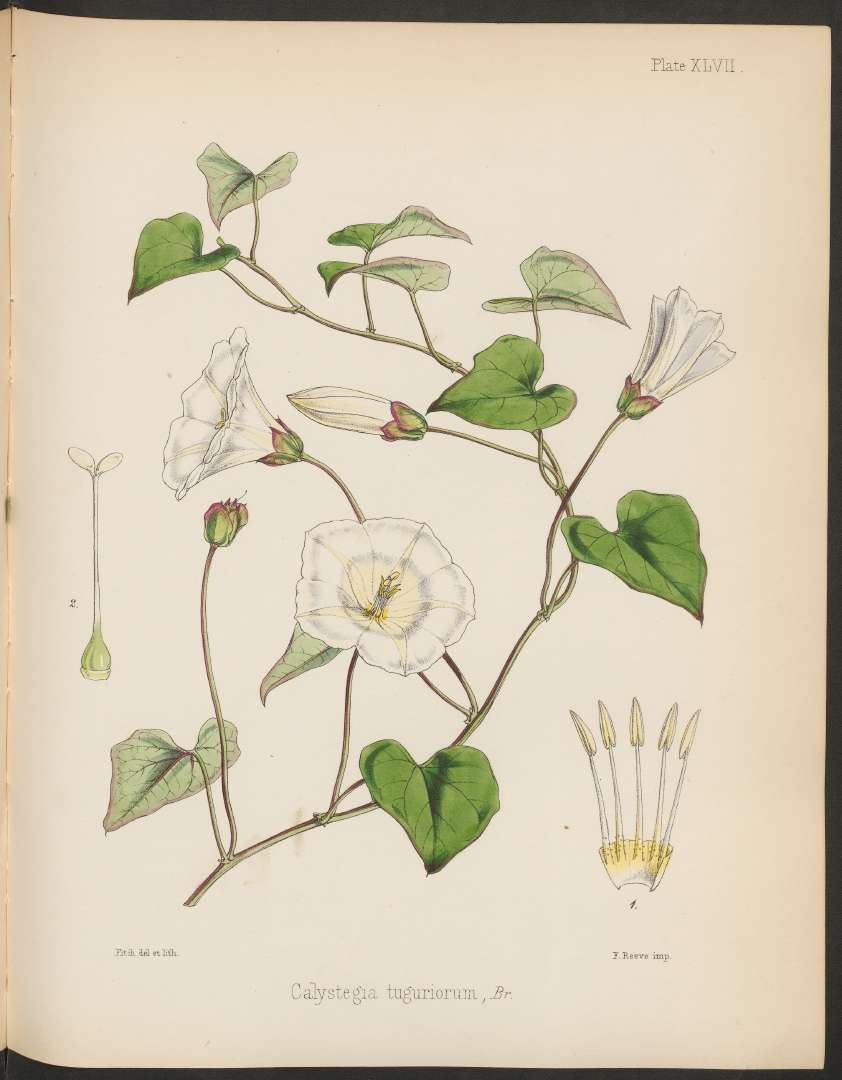
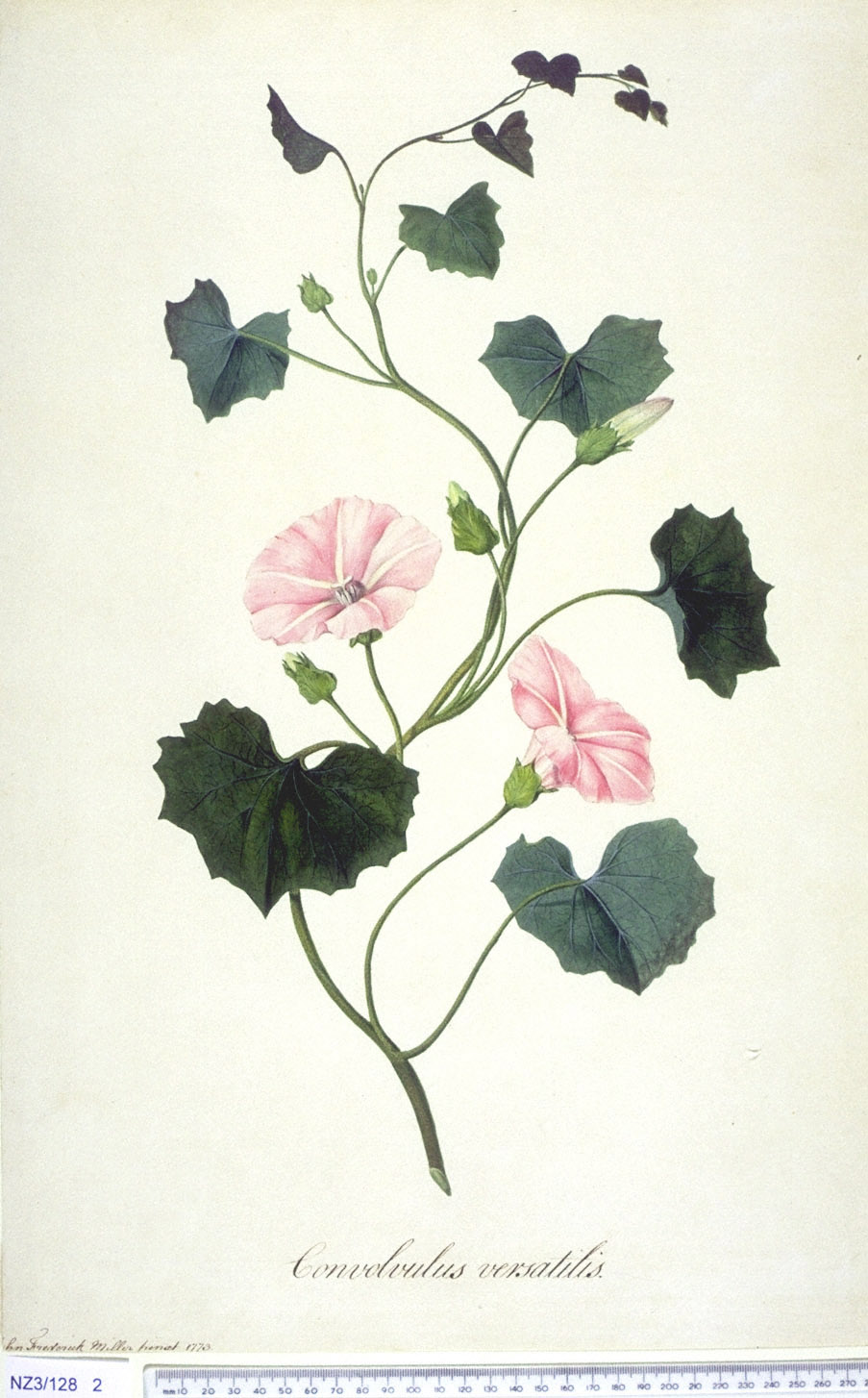